# Чилпах
Чилпах (словен. Čilpah) — поселення в общині Мокроног-Требелно, регіон Південно-Східна Словенія, Словенія.